# Christophe Rinero
Christophe Rinero (nascido em 29 de dezembro de 1973, em Moissac) é um ex-ciclista profissional francês. Aposentou-se no final do ano de 2008.